# پوند لیبی
پوند لیبی (به عربی: الجنيه ليبي) یکای پول لیبی بین سال‌های ۱۹۵۱ تا ۱۹۷۱ بود. پوند لیبی به ۱۰۰ قرش و ۱۰۰۰ ملیم تقسیم می‌شد.

## تاریخچه
زمانی که لیبی بخشی از امپراتوری عثمانی بود، این کشور از لیره عثمانی استفاده می‌کرد و تا سال ۱۸۴۴ مقداری سکه را به صورت محلی منتشر می‌کرد. زمانی که ایتالیا کشور را در سال ۱۹۱۱ تصرف کرد، لیره ایتالیا به گردش درآمد. در سال ۱۹۴۳، لیبی به مناطق تحت کنترل فرانسه و بریتانیا تقسیم شد. فرانک الجزایر در مناطق تحت کنترل فرانسه استفاده می‌شد، در حالی که لیره طرابلس صادر شده توسط مقامات نظامی بریتانیا در مناطق تحت کنترل بریتانیا استفاده می‌شد.
در سال ۱۹۵۱، پوند به جای فرانک و لیره با ارزش ۱ پوند = ۴۸۰ لیر = ۹۸۰ فرانک و با نظر ارزش برابر نسبت به پوند استرلینگ معرفی شد. دینار لیبی در سال ۱۹۷۱ پس از کودتای ۱۹۶۹ لیبی جایگزین پوند شد.